# 迪化之战 (1933-1934年)
第二次迪化之战是1933年—1934年冬在新疆省迪化县發生的一场武裝衝突。交戰雙方是盛世才领导的新疆省政府军，與回族軍閥马仲英和汉族将领张培元率領的联军。

## 歷史
新疆四·一二政變後，盛世才被推舉為臨時督辦，但此時他的位置不穩，與臨時省政府主席劉文龍也時有矛盾。
伊犁屯墾使暨新編第八師師長张培元見此情形，派軍隊夺取了塔城和新疆省会迪化之间的道路。
盛世才此時手中僅掌握著东北义勇军旧部和一队由巴品古特上校率领的归化军。南京的國民黨政權對新疆也虎視眈眈，尽管国民政府表面上要任命盛世才擔任正式的新疆邊防督辦，但因为盛世才与苏联的联系，国民党领袖蒋介石又派罗文干到新疆會見张培元和马仲英二人，秘密煽动其推翻盛世才政權。
由於新疆省政府軍毫無鬥志，马、张的率領的联军多次擊敗省軍，兵臨迪化城下，盛世才急忙向蘇聯求援。1934年初苏联入侵新疆和反盛武裝交戰，马仲英在头屯河战役後損失慘重，被迫撤军。
此时蒋介石准备派遣桂系出身的黄绍竑組建遠征軍参战，率15万余军队和1500萬元帮助马仲英驱逐盛世才。但他被告知不能确保军队有足够的食物、水和其他补给，于是南京方面取消了該計劃。盛世才说：“蒋介石不喜欢我的政策，但他对我无可奈何。我距离他太远了。”